# Chiesa di Santa Maria della Vittoria (Altamura)
La chiesa di Santa Maria della Vittoria è una chiesa cattolica della città di Altamura.

## Storia
La chiesa risale al Cinquecento ed era originariamente la cappella privata della famiglia Castelli, il cui stemma è ancora oggi presente sulla facciata; di fronte alla chiesa è situato palazzo Castelli.